# Kasi Lemmons
Karen Lemmons (* 24. února 1961 St. Louis, Missouri) je americká herečka a režisérka.

## Počátky
Narodila se v St. Louis v USA do rodiny matky básnířky a psychoterapeutky a otce učitele biologie. Když jí bylo osm, tak se rodiče rozvedli a matka se svými třemi dcerami odjela do Newtonu. K filmu se dostala už v mládí, jejím největším snem bylo stát se režisérkou.

## Kariéra
Před kamerou se poprvé objevila v roce 1979 v televizním filmu 11th Victim. Českým divákům pak může být známa z několika úspěšných celovečerních filmů. Patří k nim snímky jako Mlčení jehňátek, Candyman, Za branami pekla, nebo Disconnect.
Objevila se také v seriálech jako To je vražda, napsala, Cosby Show nebo Walker, Texas Ranger.
Věnuje se také režii, o které v mládí snila. Pod její taktovkou vznikly snímky jako Evina zátoka, Šílenec nebo Z vězení do éteru.

## Ocenění
Za svou kariéru byla nominována celkem na 7 ocenění, 5 nominací proměnila ve vítězství. Získala ceny Black Film Award, Image Award, Independent Spirit Award, NBR Award a cenu na festivalu v Palm Springs.

## Osobní život
Od roku 1995 je vdaná za herce a režiséra Vondieho Curtise-Halla, se kterým má syna Henryho Huntera a dceru Zoru.

## Vybraná filmografie

### Filmy
- 1988 – Polibek upíra, Blázinec ve škole
- 1991 – Mlčení jehňátek
- 1992 – Candyman
- 1993 – Živý terč
- 1997 – Za branami pekla, Než jsme se našli
- 2012 – Disconnect

### Televizní filmy
- 1979 – 11th Victim
- 1992 – F-16 zabíjí

### Televizní seriály
- 1988 – Cosby Show
- 1993 – To je vražda, napsala, Walker, Texas Ranger
- 2002 – Pohotovost